# Лука Меццано
Лука Меццано (італ. Luca Mezzano, нар. 1 серпня 1977, Турин) — італійський футболіст, що грав на позиції захисника. По завершенні ігрової кар'єри — тренер. З 2014 року входить до тренерського штабу клубу «Торіно».

## Клубна кар'єра
Народився 1 серпня 1977 року в місті Турин. Вихованець футбольної школи клубу «Торіно», з якою 1995 року виграв Турнір Віареджо. 25 лютого 1996 року дебютував за першу команду в матчі Серії А проти «Роми» (0:1). За підсумками того сезону клуб вилетів з вищого дивізіону і в наступному розіграші Меццано став основним гравцем туринців, зігравши у 32 матчах чемпіонату, але не допоміг команді повернутись у вищий дивізіон.
Влітку 1997 року за 8 мільярдів лір перейшов у «Інтернаціонале», підписавши чотирирічний контракт, втім у новій команді закріпитись не зумів, зігравши лише у 4 іграх Серії А, а клуб виграв Кубок УЄФА, після чого більшу частину контракту грав в оренді за клуби «Перуджа», «Верона», «Брешія», «К'єво» та «Реджину».
На початку 2002 року Меццано повернувся у «Торіно». Цього разу відіграв за туринську команду наступні три з половиною сезони своєї ігрової кар'єри. Більшість часу, проведеного у складі «Торіно», був основним гравцем захисту команди. Після цього протягом 2005—2009 років захищав кольори клубівСерії Б «Болонья», «Тревізо» та «Трієстина», а завершив професійну ігрову кар'єру у клубі третього дивізіону «Ареццо», за команду якого виступав протягом 2009—2010 років.

## Виступи за збірні
1995 року дебютував у складі юнацької збірної Італії, взяв участь в 11 іграх на юнацькому рівні, відзначившись 2 забитими голами.
Протягом 1997—2000 років залучався до складу молодіжної збірної Італії, за яку зіграв у 18 офіційних матчах і забив 1 гол і став переможцем молодіжного чемпіонату Європи 2000 року.
Крім цього захищав кольори олімпійської збірної Італії на Олімпійських іграх 2000 року у Сіднеї.

## Кар'єра тренера
По завершенні кар'єри гравця повернувся у «Торіно», де став тренувати юнацькі команди різних вікових категорій.

## Статистика виступів

### Статистика клубних виступів
| Сезон                      | Команда                    | Чемпіонат                  | Чемпіонат | Чемпіонат | Усього за | Усього за |
| Сезон                      | Команда                    | Ліга                       | Ігор      | Голів     | Ігор      | Голів     |
| -------------------------- | -------------------------- | -------------------------- | --------- | --------- | --------- | --------- |
| 1995–96                    | «Торіно»                   | A                          | 11        | 2         | 11        | 2         |
| 1996–97                    | «Торіно»                   | B                          | 32        | 1         | 32        | 1         |
| Усього за «Торіно»         | Усього за «Торіно»         | Усього за «Торіно»         | 43        | 3         | 43        | 3         |
| 1997–98                    | «Інтернаціонале»           | A                          | 4         | 0         | 4         | 0         |
| 1998–99                    | «Інтернаціонале»           | A                          | 0         | 0         | 0         | 0         |
| Усього за «Інтернаціонале» | Усього за «Інтернаціонале» | Усього за «Інтернаціонале» | 4         | 0         | 4         | 0         |
| 1999–00                    | «Перуджу»                  | A                          | 8         | 0         | 8         | 0         |
| Усього за «Перуджу»        | Усього за «Перуджу»        | Усього за «Перуджу»        | 8         | 0         | 8         | 0         |
| 1999–00                    | «Верона»                   | A                          | 4         | 0         | 4         | 0         |
| Усього за «Верону»         | Усього за «Верону»         | Усього за «Верону»         | 4         | 0         | 4         | 0         |
| 1999–00                    | «Брешію»                   | B                          | 14        | 0         | 14        | 0         |
| Усього за «Брешію»         | Усього за «Брешію»         | Усього за «Брешію»         | 14        | 0         | 14        | 0         |
| 2000–01                    | «Верона»                   | B                          | 1         | 0         | 1         | 0         |
| Усього за «Верону»         | Усього за «Верону»         | Усього за «Верону»         | 1         | 0         | 1         | 0         |
| 2000–01                    | «Реджина»                  | A                          | 11        | 0         | 11        | 0         |
| Усього за «Реджину»        | Усього за «Реджину»        | Усього за «Реджину»        | 11        | 0         | 11        | 0         |
| 2001–02                    | «Верона»                   | A                          | 0         | 0         | 0         | 0         |
| Усього за «Верону»         | Усього за «Верону»         | Усього за «Верону»         | 0         | 0         | 0         | 0         |
| 2001–02                    | «Торіно»                   | A                          | 11        | 0         | 11        | 0         |
| 2002–03                    | «Торіно»                   | A                          | 22        | 1         | 22        | 1         |
| 2003–04                    | «Торіно»                   | B                          | 13        | 3         | 13        | 3         |
| 2004–05                    | «Торіно»                   | B                          | 28        | 0         | 28        | 0         |
| Усього за «Торіно»         | Усього за «Торіно»         | Усього за «Торіно»         | 74        | 4         | 74        | 4         |
| 2005–06                    | «Болонья»                  | B                          | 35        | 1         | 35        | 1         |
| 2006–07                    | «Болонья»                  | B                          | 1         | 0         | 1         | 0         |
| Усього за «Болонью»        | Усього за «Болонью»        | Усього за «Болонью»        | 36        | 1         | 36        | 1         |
| 2006–07                    | «Тревізо»                  | B                          | 19        | 0         | 19        | 0         |
| Усього за «Тревізо»        | Усього за «Тревізо»        | Усього за «Тревізо»        | 19        | 0         | 19        | 0         |
| 2007–08                    | «Трієстина»                | B                          | 10        | 0         | 10        | 0         |
| Усього за «Трієстина»      | Усього за «Трієстина»      | Усього за «Трієстина»      | 8         | -9        | 8         | -9        |
| 2008–09                    | «Тревізо»                  | B                          | 13        | 0         | 13        | 0         |
| Усього за «Тревізо»        | Усього за «Тревізо»        | Усього за «Тревізо»        | 13        | 0         | 13        | 0         |
| 2009–10                    | «Ареццо»                   | LP1                        | 5         | 0         | 5         | 0         |
| Усього за «Ареццо»         | Усього за «Ареццо»         | Усього за «Ареццо»         | 5         | 0         | 5         | 0         |
| Усього за кар'єру          | Усього за кар'єру          | Усього за кар'єру          | 242       | 8         | 242       | 8         |

## Титули і досягнення
- Володар Кубка УЄФА (1):

«Інтернаціонале»: 1997–1998
- Чемпіон Європи (U-21): 2000